# Classe 200 Super Speranza
Le motovedette veloci Classe 200 sono state delle imbarcazioni della Guardia Costiera Italiana.  Le ultime sei imbarcazioni rimaste in servizio erano contraddistinte dal distintivo ottico CP 254 e da CP 256 a CP 260.

## Caratteristiche
La serie che andava da CP 231 a CP 238 veniva denominata Classe 200 Super Speranza, anche se successivamente l'intera serie venne identificata con la denominazione delle prime unità viste le similitudini costruttive.
Le unità sono state costruite dalla Navaltecnica di Anzio, dai cantieri navali Rodriquez di Messina e Canados di Ostia Lido.
Le unità avevano lo scafo in legno di mogano lamellare a quattro strati incrociati a 45° incollati a freddo con resine resorciniche. La motorizzazione era diesel+idrogetto, con due motori CRM 9/DA da 385 HP ciascuno con due eliche. La serie Super Speranza era motorizzata con propulsori Iveco Aifo 828SRM. Le imbarcazioni ospitavano un equipaggio fino a sette persone. La CP 248 e CP 252 montavano motori Isotta Fraschini da 1600 hp.

## CP 233
Tra le unità delle serie la motovedetta CP 233 si distinse in un'azione di salvataggio il 9 aprile 1970, quando un violento e improvviso fortunale con raffiche di libeccio fino a 100 km/h si abbatté sul porto di Genova e la turbonave inglese London Valour, alla fonda fuori dal porto, venne sbattuta dalla violenza del mare contro la diga spezzandosi in due, sbalzando in aria dei naufraghi, che finirono con lo sfracellarsi sugli scogli.
Nel naufragio perirono il comandante della nave Edward Muir e il radiotelegrafista Eric Hill, con le rispettive consorti, e sedici uomini dell'equipaggio, composto in gran parte da marinai filippini.
La motovedetta CP 233, al comando del capitano di porto Giuseppe Telmon, l'unica a raggiungere lo scafo, partecipò ad una delle operazioni di soccorso più difficili mai condotte dalle Capitanerie di Porto. Operando per oltre sei ore in condizioni proibitive, il comandante e i sette uomini dell'equipaggio della motovedetta riuscirono a trarre in salvo ben 26 persone. Altri naufraghi vennero messi in salvo grazie all'impegno offerto dal Corpo Piloti del porto di Genova e grazie al comportamento eroico del comandante del dipartimento aereo dei Vigili del Fuoco di Genova, il capitano Rinaldo Enrico, il quale, incurante di ogni pericolo ed a rischio della propria vita, si levò in volo con un elicottero AB 47 G per lanciare salvagenti ai naufraghi, che tuttavia, per via del combustibile riversatosi in mare, ebbero gravi problemi a raggiungere le ciambelle di salvataggio, e molti di loro non ci riuscirono. 
All’equipaggio della CP 233 venne concessa la medaglia d’argento al valor di marina e al comandante Telmon la medaglia d’oro con la seguente motivazione:

## Cessioni estere
Le motovedette CP 224, CP 225, CP 226 e CP 229 sono state donate tra il 2002 e il 2004 alla Marina Albanese.
Le motovedette CP 230 e CP 242 sono state donate nel 2004 alla Marina di Gibuti.
Le motovedette CP 247 e CP 250 sono state donate alla nuova Marina militare irachena.